# Teucholabis rostrata
Teucholabis rostrata är en tvåvingeart som beskrevs av Günther Enderlein 1912. Teucholabis rostrata ingår i släktet Teucholabis och familjen småharkrankar. Inga underarter finns listade i Catalogue of Life.